# Sphaerionillum pictum
Sphaerionillum pictum là một loài bọ cánh cứng trong họ Cerambycidae.